# 1935 na música

## Música Popular
- Joel & Gaúcho: Pierrot apaixonado, de Noel Rosa
- Noel Rosa: Conversa de botequim
- Patrício Teixeira: Sabor do samba
- Carmen Miranda: Sonho de papel, de Alberto Ribeiro e Carlos Braga
- Aracy de Almeida: Palpite infeliz, de Noel Rosa, continuando a polêmica briga entre os sambistas Noel Rosa e Wilson Batista.
- Wilson Batista: Terra de cego e Frankenstein da vila, como resposta à Palpite infeliz.

## Nascimentos

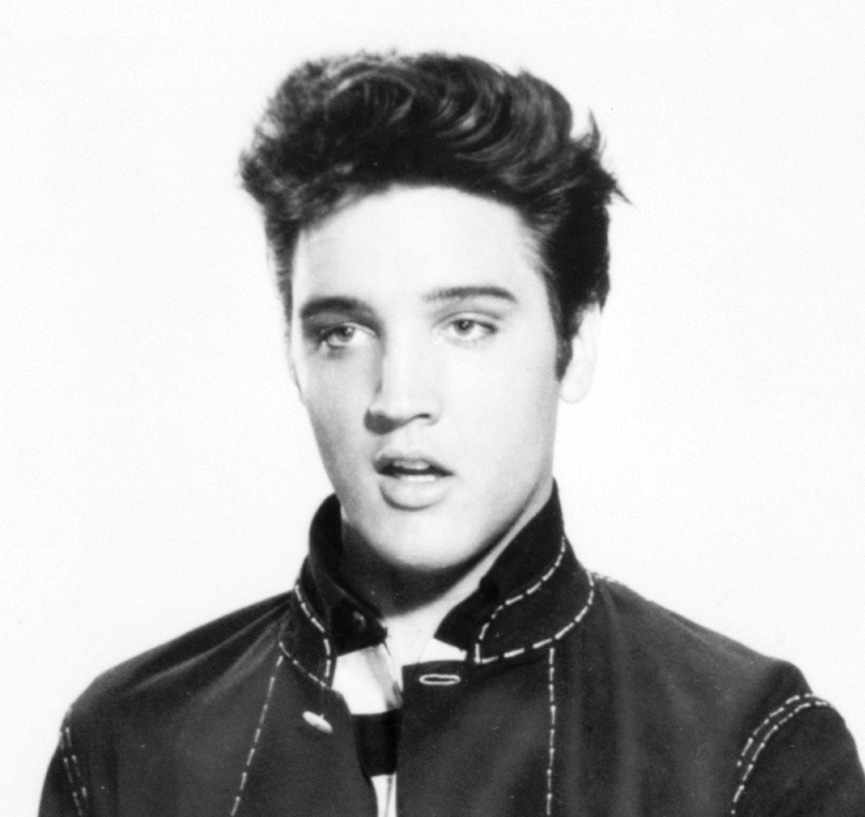
Elvis Presley (8 de Janeiro).

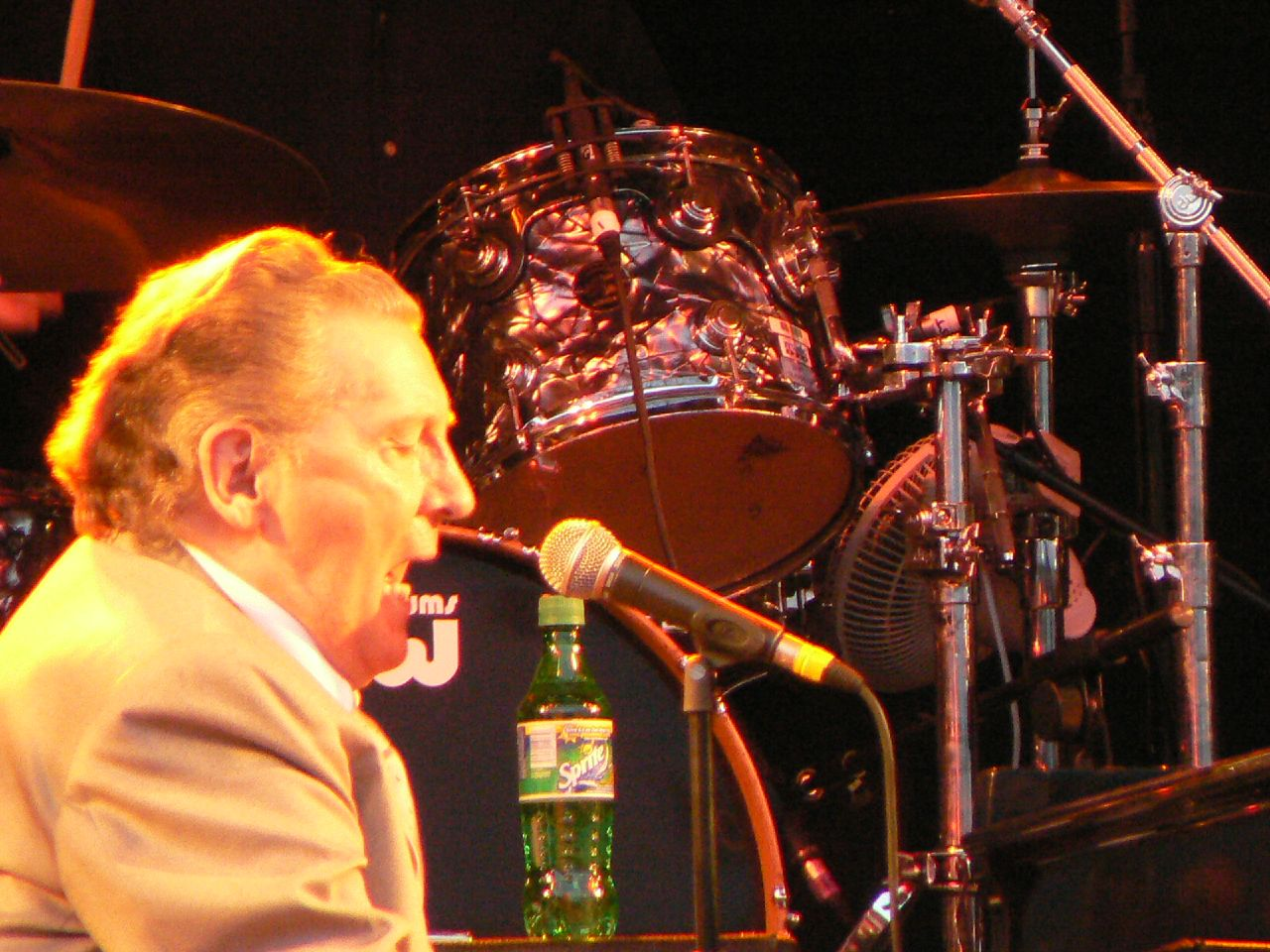
Jerry Lee Lewis (29 de Setembro).

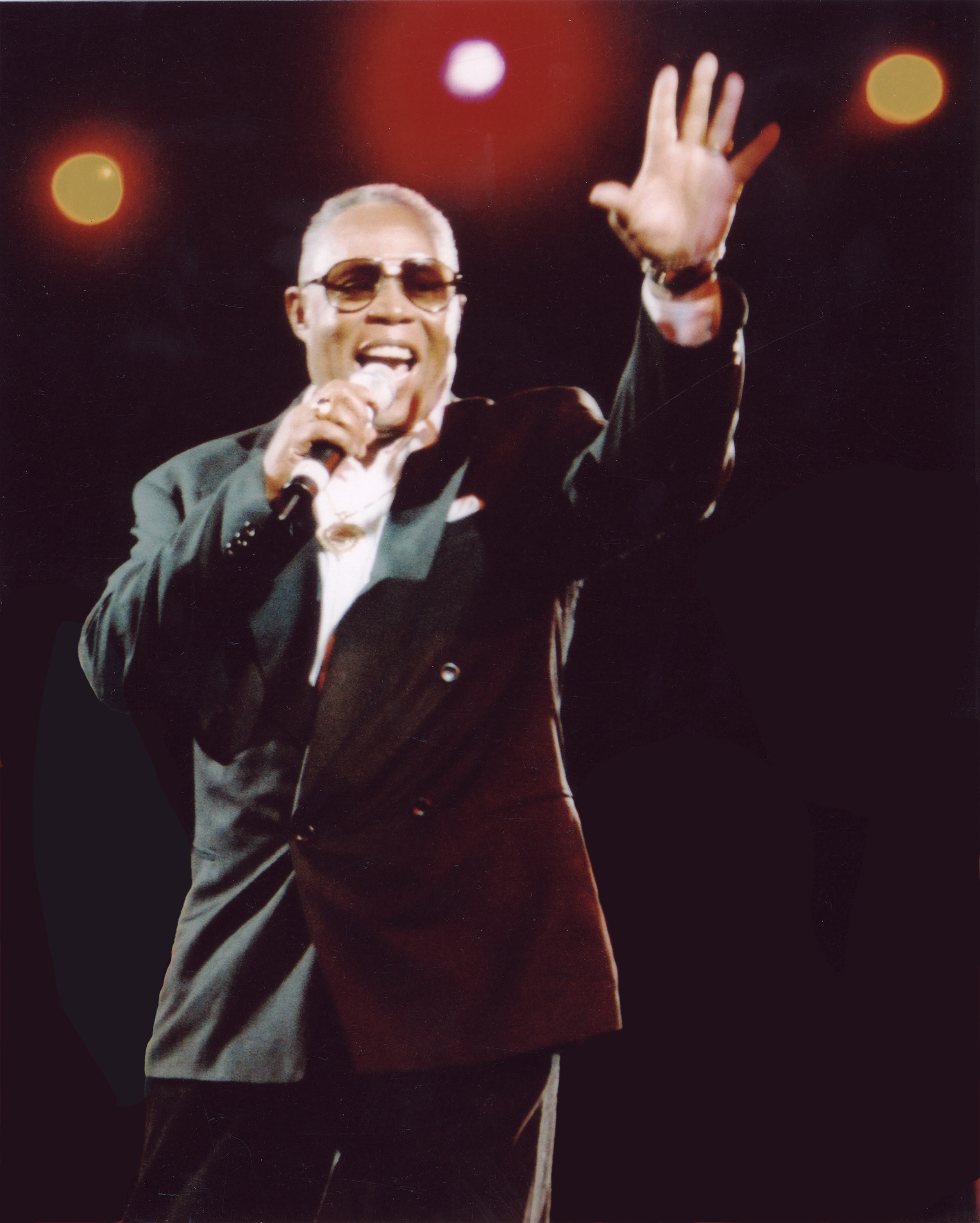
Sam Moore (12 de Outubro).

| Data           | Nome             | Profissão                     | Nacionalidade  | Observações | Ref |
| -------------- | ---------------- | ----------------------------- | -------------- | ----------- | --- |
| 8 de Janeiro   | Elvis Presley    | músico e ator                 | Estados Unidos | m. 1977     |     |
| 26 de Janeiro  | Durval Ferreira  | compositor e arranjador       | Brasil         | m. 2007     |     |
| 2 de Abril     | Dalva de Andrade | cantora                       | Brasil         |             |     |
| 17 de Agosto   | Candeia          | compositor                    | Brasil         | m. 1978     |     |
| 12 de setembro | Geraldo Vandré   | músico                        | Brasil         |             |     |
| 29 de setembro | Jerry Lee Lewis  | cantor, compositor e pianista | Estados Unidos |             |     |
| 12 de outubro  | Sam Moore        | cantor                        | Estados Unidos |             |     |
| 1 de Dezembro  | Woody Allen      | cineasta e músico             | Estados Unidos |             |     |
| 8 de Dezembro  | Alaíde Costa     | cantora e compositora         | Brasil         |             |     |

## Mortes
| Data            | Nome              | Profissão   | Nacionalidade | Observações | Ref |
| --------------- | ----------------- | ----------- | ------------- | ----------- | --- |
| 28 de Fevereiro | Chiquinha Gonzaga | compositora | Brasil        | n. 1847     |     |